# 下平英太郎
下平 英太郎（しもだいら えいたろう、1869年3月1日（明治2年1月19日） - 1933年（昭和8年）5月13日）は、日本の海軍軍人。 装甲巡洋艦「八雲」艦長として第一次世界大戦における青島攻略戦に参戦し、のち戦艦「日向」初代艦長を務めた海軍少将である。従四位勲三等功四級。

## 生涯

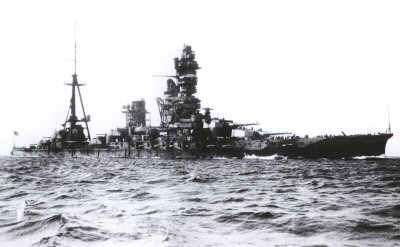
1920年代の戦艦｢日向｣

会津藩の番頭組に属す180石取りの藩士、下平英吉の長男として会津に生まれる。下平家は戊辰戦争後に斗南藩領野辺地に移住した。海軍関係の資料で本籍地は青森とされるのはこのためである。
海軍兵学校に進み、17期生として卒業。席次は88名中9番であった。1892年(明治25年)5月、少尉任官。
「天龍」航海士として日清戦争を迎え、威海衛攻略戦などに参戦した。水雷術練習所学生を経て横須賀水雷団2水雷艇隊艇長、｢笠置｣水雷長を務めるが、台湾総督府参謀兼副官を経て帰国後は砲術畑を歩む。「千歳」、「常磐」の砲術長を経て、日露戦争中は「韓崎丸」に乗組み、堀悌吉、山本五十六ら海兵32期の指導にあたり、砲術練習所教官を務めている。戦後は「春日」副長、舞鶴鎮守府参謀を歴任した。1902年(明治35年)少佐、1906年(明治39年)中佐、1912年(明治45年)大佐へ進級。
大佐時代は6艦の艦長を務め、第一次世界大戦 では「八雲」艦長として青島攻略戦に参戦した。1915年(大正4年)4月1日造船造兵監督官に就任。戦艦「日向」艤装員長、同艦長を務め1917年(大正6年)12月1日少将へ昇進。翌年12月1日予備役編入となった。
旧会津藩所縁の高等武官で組織された稚松会設立に加わり、のち副会長に就任。同会最後の会長であった両角三郎は妹婿である。
艦長を務めた艦
- 防護巡洋艦・対馬
- 防護巡洋艦・高千穂
- 防護巡洋艦・筑摩

- 装甲巡洋艦・八雲
- 戦艦・周防
- 戦艦・日向

## 栄典
位階
- 1892年（明治25年）7月20日 - 正八位[7]
- 1898年（明治31年）3月8日 - 正七位[8]
- 1902年（明治35年）10月20日 - 従六位[9]
- 1906年（明治39年）11月30日 - 正六位[10]
- 1911年（明治44年）12月20日 - 従五位[11]
- 1917年（大正6年）1月31日 - 正五位[12]
- 1918年（大正7年）12月28日 - 従四位[13]

勲章等
- 1895年（明治28年）11月18日 - 勲六等単光旭日章[14]・明治二十七八年従軍記章[15]
- 1900年（明治33年）11月30日 - 勲五等瑞宝章[16]
- 1902年（明治35年）5月10日 - 明治三十三年従軍記章[17]
- 1905年（明治38年）5月30日 - 勲四等瑞宝章[18]
- 1906年（明治39年）4月1日 - 功四級金鵄勲章・旭日小綬章・明治三十七八年従軍記章[19]
- 1912年（大正元年）11月21日 – 勲三等瑞宝章[20]
- 1915年（大正4年）11月7日 - 旭日中綬章・大正三四年従軍記章[21]
- 1919年（大正8年）12月15日 - 大正三年乃至九年戦役従軍記章[22]・戦捷記章[23]

## 関連する人物
- 秋山真之：海兵の同期生で、下平は秋山の葬儀に際し陪柩者を務めている(「葬儀及び儀仗兵(2)」)。
- 和田幸次郎：海兵の同期生で、ともに会津に生まれ本籍は青森県にあった。